# Katalog RCW
Katalog RCW (Rodgers, Campbell, Whiteoak) – katalog astronomiczny emisji H-alfa w obszarach H II w południowej części Drogi Mlecznej, zestawiony przez amerykańskich astronomów Alexa Rodgersa, Colina Campbella oraz Johna Whiteoaka w 1960 roku. Katalog składa się ze 182 obiektów.

## Wybrane obiekty katalogu RCW
- RCW 5 – Hełm Thora
- RCW 34 – obszar H II
- RCW 38 – obszar H II
- RCW 49 – obszar H II
- RCW 76 – mgławica planetarna NGC 5189
- RCW 86 – pozostałość po supernowej SN 185
- RCW 103 – pozostałość po supernowej SNR RCW103
- RCW 108 – obszar H II
- RCW 120 – obszar H II
- RCW 124 – bipolarna mgławica planetarna
- RCW 127 – mgławica emisyjna NGC 6334
- RCW 131 – mgławica emisyjna NGC 6357